# Trichys fasciculata
Trichys fasciculata (Shaw, 1801) è un roditore della famiglia degli Istricidi, unica specie del genere Trichys (Günther, 1876), diffuso nell'Ecozona orientale.

## Descrizione

### Dimensioni
Roditore di grandi dimensioni, con la lunghezza della testa e del corpo tra 375 e 435 mm, la lunghezza della coda tra 150 e 240 mm, la lunghezza del piede tra 61 e 67 mm, la lunghezza delle orecchie tra 28 e 32 mm e un peso fino a 2155 g.

### Caratteristiche craniche e dentarie
Il cranio è lungo e stretto e presenta una cresta sagittale prominente negli adulti, un processo post-orbitale ben sviluppato, le ossa nasali corte e un rostro sottile. La bolla timpanica è piccola, il palato è dritto e ampio, con due fori molto corti. Il foro infra-orbitale è relativamente più piccolo rispetto agli altri roditori istricomorfi, i zigomi sono semplificati. I denti masticatori hanno le radici e la corona bassa.
Sono caratterizzati dalla seguente formula dentaria:

### Aspetto
L'aspetto è quello di un grosso ratto con il corpo ricoperto da una pelliccia formata sia da aculei di lunghezza media, appiattiti, flessibili, attraversati ciascuno da un solco longitudinale, che da peli spinosi più lunghi. Le parti dorsali variano dal bruno-nerastro al marrone chiaro con la base dei peli bianca, più chiare sui fianchi, mentre le parti ventrali sono interamente bianche. Il muso è allungato, termina con un grosso naso bulboso, gli occhi sono relativamente piccoli. Le zampe anteriori sono larghe e provviste di quattro dita ben sviluppate, ognuna munita di artigli ispessiti, quelle posteriori hanno cinque dita con l'alluce ben sviluppato. La coda è lunga più della metà del corpo, è rivestita di scaglie e presenta un grosso e denso ciuffo di setole appiattite all'estremità.

## Biologia

### Comportamento
È una specie notturna e prevalentemente arboricola.

### Alimentazione
Si nutre di semi di grossi alberi e di germogli di bambù.

### Riproduzione
Le femmine danno alla luce un piccolo alla volta l'anno dopo una gestazione di 203 giorni. Vengono svezzati dopo 10 settimane e diventano maturi sessualmente dopo un anno e mezzo. Alla nascita hanno gli occhi già aperti, una pelliccia rossiccia ed aculei morbidi che diventano rigidi dopo una settimana e sono in grado di arrampicarsi sugli alberi già dopo alcune ore. L'aspettativa di vita in cattività è di circa 10 anni e un mese.

## Distribuzione e habitat
Questa specie è diffusa nella Penisola malese, Sumatra e nel Borneo.
Vive nelle foreste di pianura, anche degradate. È parzialmente commensale dell'uomo.

## Conservazione
La IUCN Red List, considerato il vasto areale, la relativa abbondanza e la mancanza di reali minacce, classifica T.fasciculata come specie a rischio minimo (Least Concern).